# Ripsimé Djanpoladian
Ripsimé Djanpoladian ou Hripsimé Djanpoladjian (en arménien : Հռիփսիմե Ջանփոլադյան, en russe : Рипсимэ Микаэловна Джанполадян-Пиотровская), née le 26 août 1918 en Arménie, morte le 1er septembre 2004 à Saint-Pétersbourg en Russie, est une archéologue et épigraphiste originaire d'Arménie.

## Biographie

### Jeunesse et formation
Ripsimé Djanpoladian naît en 1918 en Arménie sur la route vers Tbilissi, sa famille fuyant alors le génocide arménien. Ses parents sont Michael Djanpoladjian et Iranienak. Ils ont déjà un fils aîné, Gurgen. La famille est aisée, leur fortune provient des mines de sel du Nakhitchevan.
Après l'établissement du pouvoir soviétique en Arménie, la famille s'installe à Erevan, la capitale. Après avoir terminé ses études secondaires, Ripsimé Djanpoladian choisit pour ses études supérieures d’étudier l’archéologie à l’Université d’État d’Erevan. 

### Premières fouilles
Après avoir obtenu en 1940 son diplôme d'archéologue, elle participe aux fouilles du site de la colline Karmir-Blour, le site de la ville forteresse de Teishebani. Lors de ces fouilles, elle rencontre son futur mari, l'archéologue Boris Piotrovsky. Ripsimé Djanpoladian met au jour une statuette du dieu Teisheba, le dieu ourartien de la guerre, une culture qui devient la spécialité de Piotrovsky. Ils se marient en 1944 à Erevan, où naît leur fils Mikhaïl Piotrovsky.

### Épigraphie arménienne
Ripsimé Djanpoladian obtient en 1948 un doctorat en archéologie avec une thèse intitulée Mkhitar Goch et le monastère de Nor Getik, qui étudie de nombreuses inscriptions. Cet intérêt pour l'épigraphie continue ensuite de la captiver ; elle publie en 1977 avec Suren Avagyan un nouveau catalogue d'inscriptions arméniennes.
Elle travaille principalement pour l'Institut d'Archéologie de l'Académie des Arts de l'URSS, ainsi que pour le Département oriental du Musée de l'Ermitage. En plus de ses propres recherches sur l'Arménie médiévale, elle édite également toutes les publications de son mari, notamment une histoire encyclopédique de l'Ermitage, ses journaux intimes, ses notes de voyage et son autobiographie.

### Fouilles de Dvin
Les travaux de Ripsimé Djanpoladian sur les fouilles de Dvin de 1951 démontrent qu'il s'agissait d'un centre important pour la production médiévale de verre. De ce fait, elle développe ses travaux pour étudier l'industrie du verre à Dvin du IXe au XIIIe siècle, avec un point particulier sur le commerce avec le Moyen-Orient. Elle parvient à démontrer que les artisans arméniens copiaient la verrerie syrienne.

### Décès
Après une longue maladie, Ripsimé Djanpoladian meurt le 1er septembre 2004 à Saint-Pétersbourg ; elle est enterrée au cimetière de Smolensk à côté de son mari.

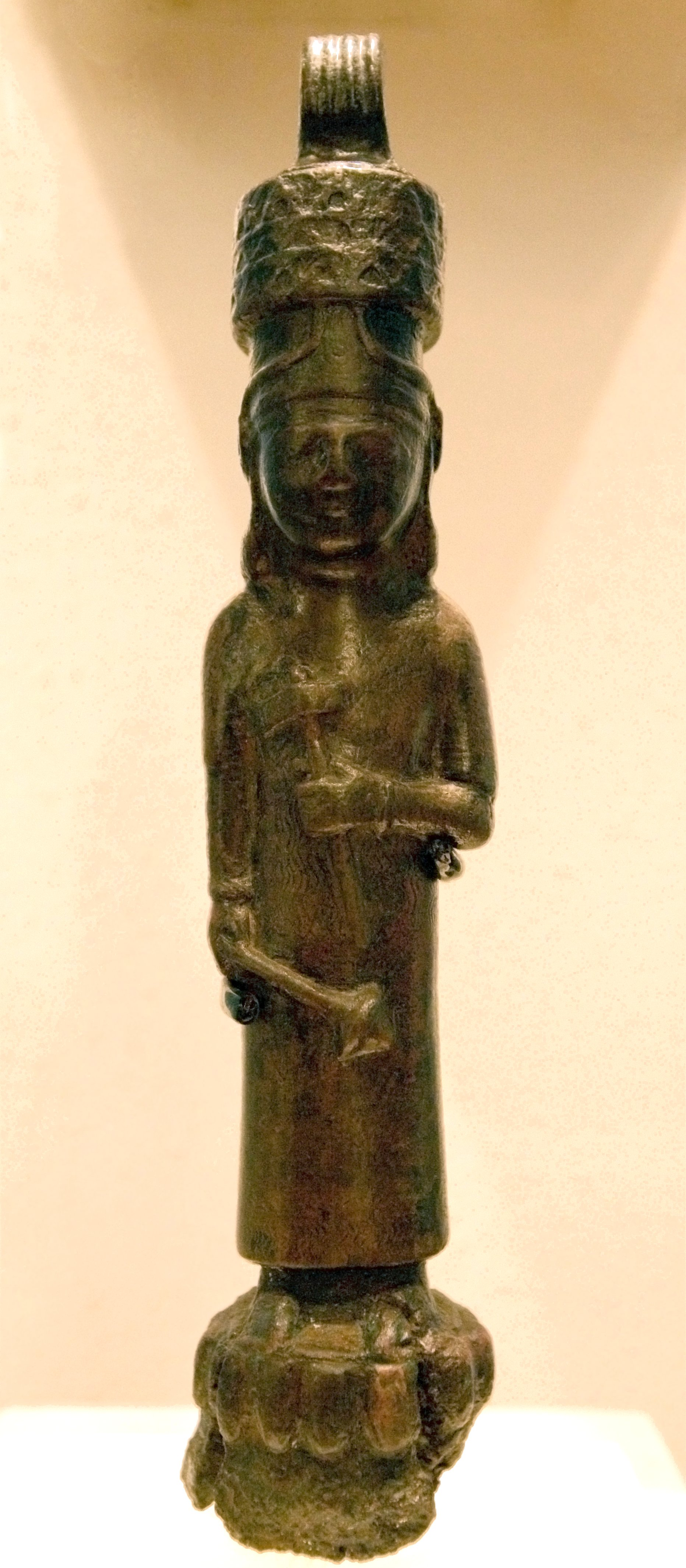
Statuette du dieu Teisheba, qu'elle découvre en 1941 sur le site de Karmir-Blour.
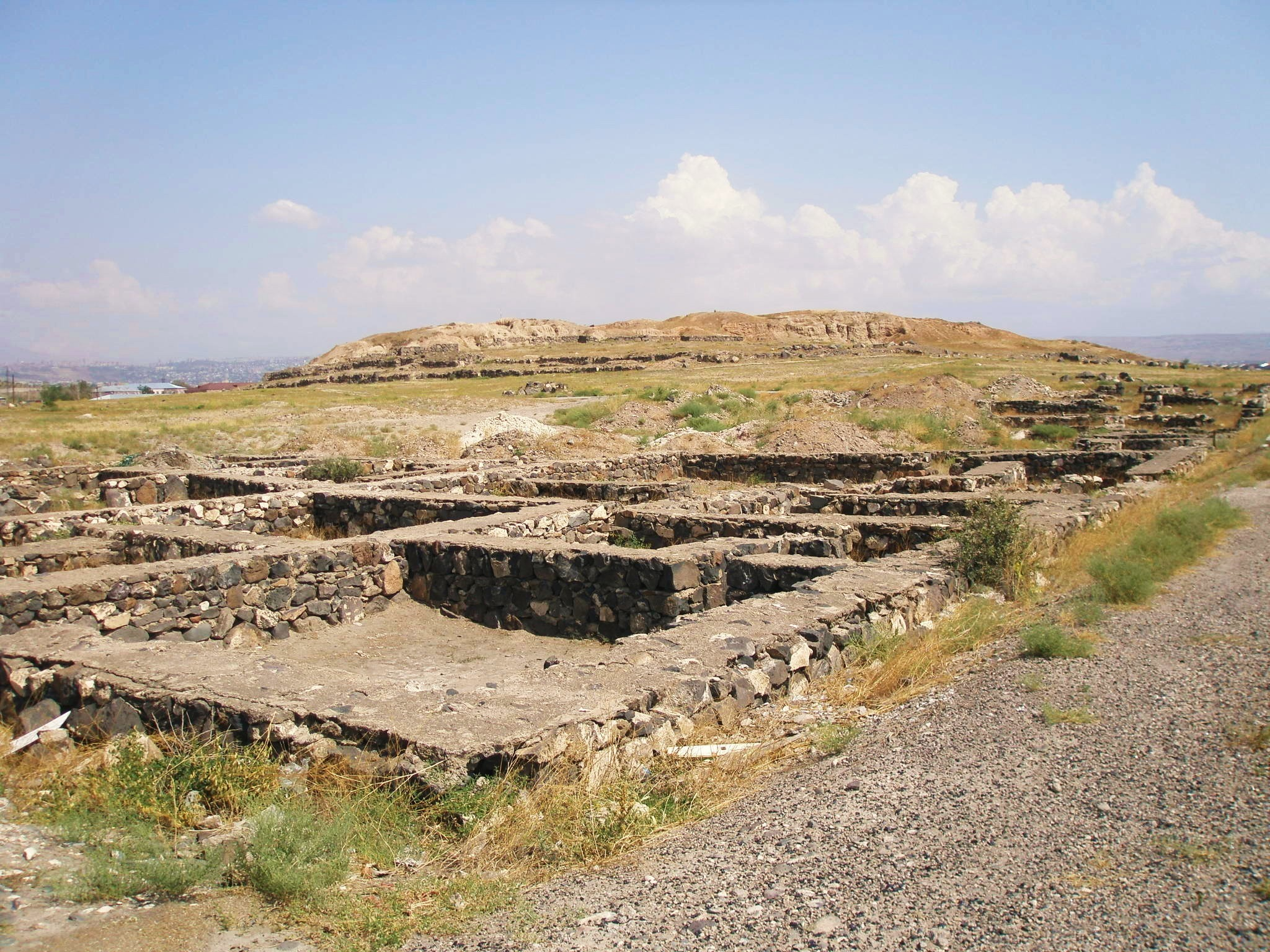
Le site de Karmir-Blour où elle effectue ses premières fouilles.
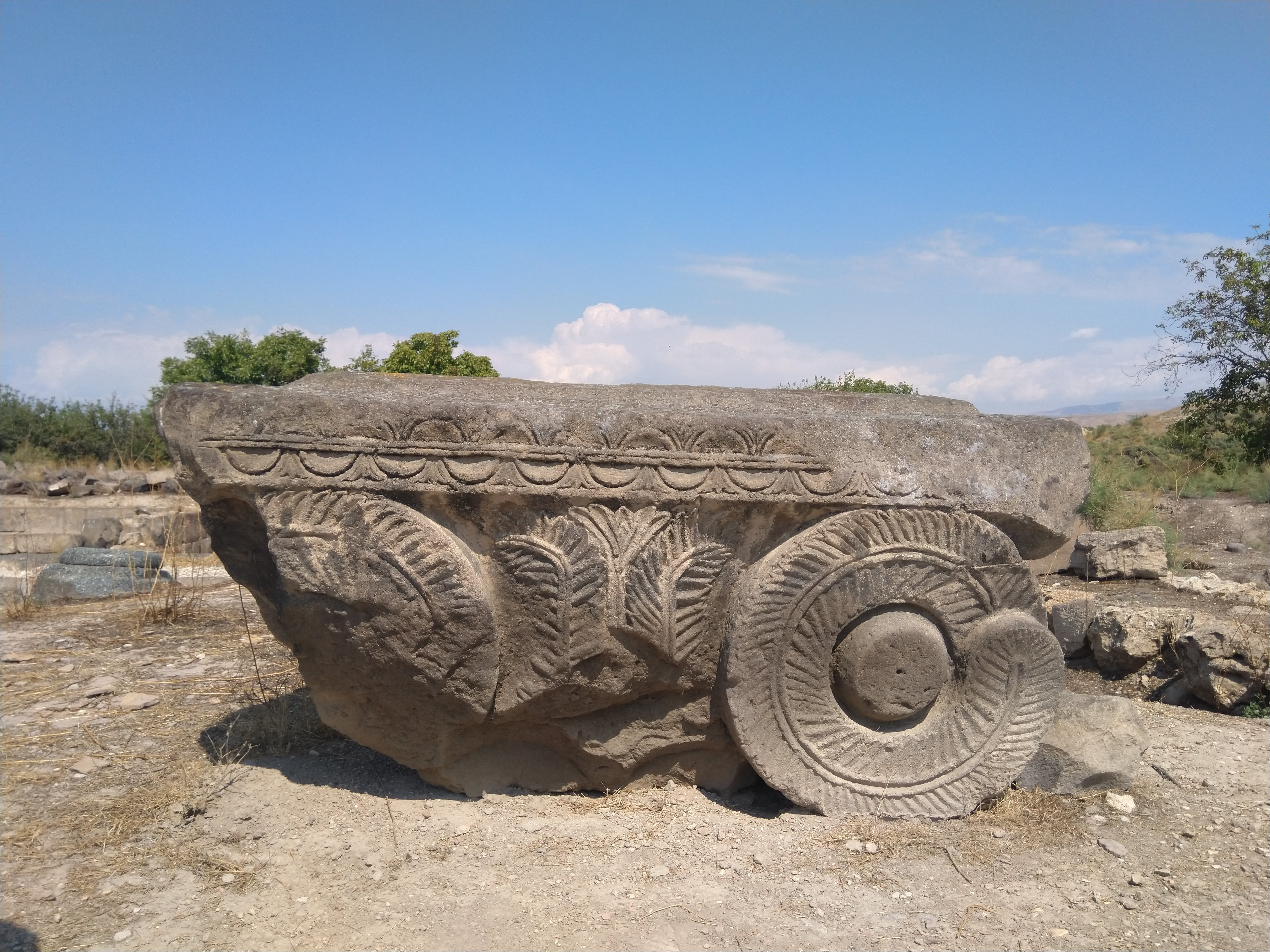
Les ruines de Dvin.